# People’s Choice Awards
Die People’s Choice Awards sind US-amerikanische Auszeichnungen, deren Vergabe sich nach der Popularität der Preisträger richtet.
Sie werden seit 1975 im jährlichen Rhythmus im Januar vergeben und basieren auf Umfragen des Gallup-Meinungsforschungsinstitutes nach den beliebtesten Schauspielern, Filmen, Künstlern, Fernsehserien und Musikbands. Eine Vorauswahl findet dabei nicht statt.
Jedes Jahr kommt es dabei – oft aufgrund von knappen Mehrheitsverhältnissen – zu einem Unentschieden in verschiedenen Kategorien, der Preis geht dann an die beiden Nominierten mit den meisten Stimmen. So wurde 2003 zum Beispiel sowohl Der Herr der Ringe – Die Gefährten als auch Spider-Man zum beliebtesten Film gekürt.
Die Preisvergabe wird vom Sender CBS übertragen und von Procter & Gamble Productions produziert.